# Olie-industrie in Suriname

Offshore aardolievelden in Suriname en Guyana

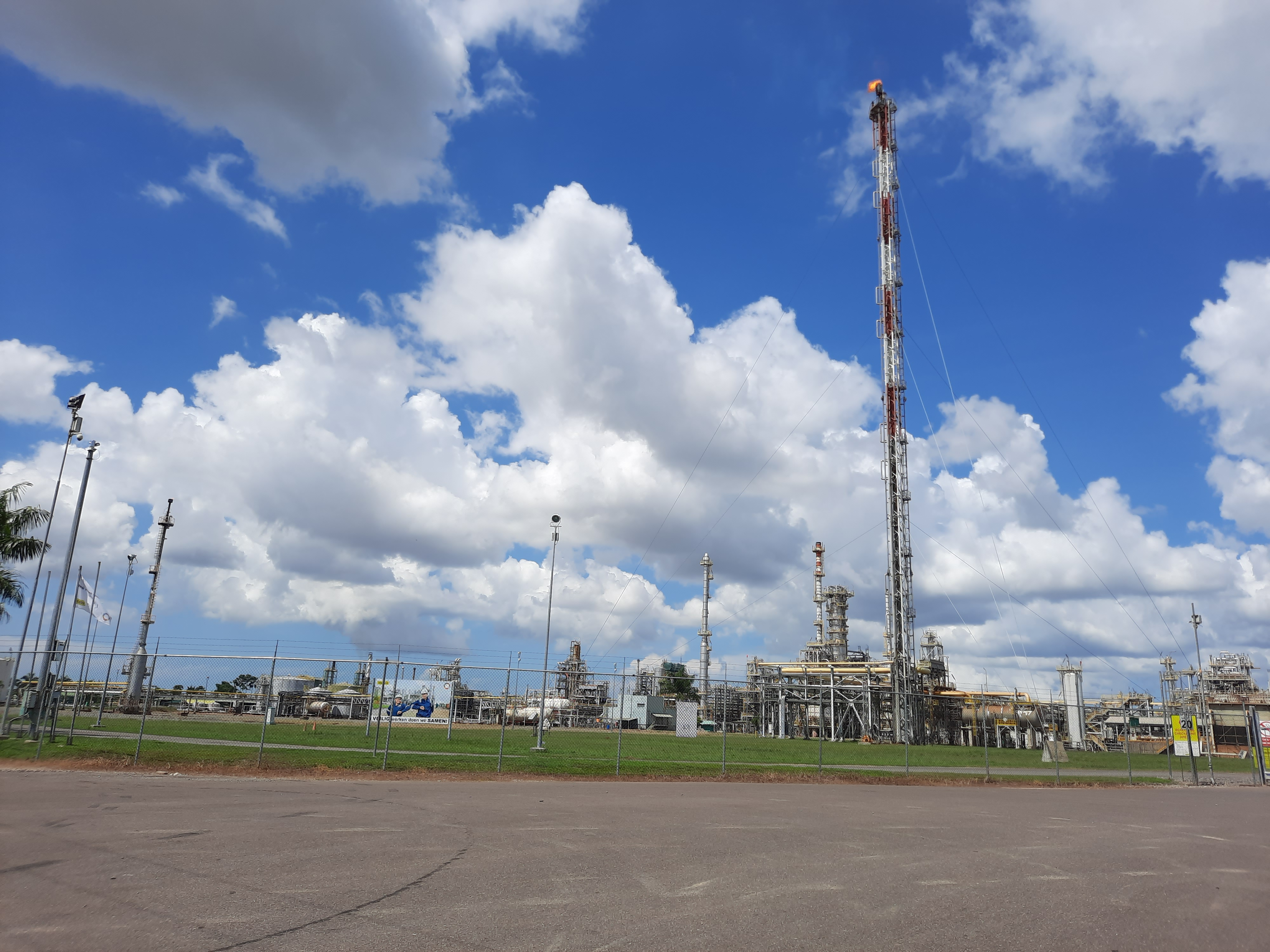
Tout Lui Faut-raffinaderij

Historische aardoliewinning in Suriname

De olie-industrie in Suriname bleef van 1980 tot 2020 beperkt tot olievelden die zich onshore in het district Saramacca bevinden. Deze aardolie werd aanvankelijk met jaknikkers opgepompt en de opbrengsten ontwikkelden zich langzaam. Het doel was ook om kennis over de oliewinning op te bouwen. In 2022, zeven jaar na het wegvallen van de bauxietinkomsten, was olie goed voor een derde van de staatsinkomsten. 
Na de vondst van offshore-olie vanaf januari 2020 groeit de hoop dat Suriname zich uit de armoedige situatie kan werken. De eerste productie wordt in 2028 verwacht. Naast de inkomsten die dit zal opleveren, kan Suriname te maken krijgen met risico's, waaronder verkwanseling door corruptie, de grondstoffenvloek of Hollandse ziekte, grote afroming door de oliegiganten en de terugloop van de vraag als gevolg van de maatregelen tegen klimaatopwarming.

## Geschiedenis

### Onshore
Aan het eind van de jaren 1920 werd in Suriname olie aan land gevonden, met name in Nickerie. In deze jaren werd de mijnbouwkundige dienst gevraagd grondig onderzoek naar de aanwezigheid van olie te doen. Medio jaren 1930 vroeg een Amerikaans bedrijf om een vergunning om in Suriname naar aardolie te zoeken. In oktober 1965 werd opnieuw olie gevonden, namelijk in het Calcutta-olieveld in Saramacca. Het ging om dikke olie van 16-API die vanwege de lage productie als niet-winstgevend werd beschouwd.
In 1980 tekende Suriname met Gulf Oil het eerste productiecontract. Toen werd ook Staatsolie Maatschappij Suriname (kortweg Staatsolie) opgericht, door Eddy Jharap die jarenlang de directeur en geestelijk vader was. Op 25 november 1982 vond de eerste succesvolle olieboring plaats, aanvankelijk ook om kennis op te bouwen, werd begonnen met het oppompen van dikke olie. De boringen begonnen vanuit het Tambaredjo-olieveld vanuit de operatie van Catharina Sophia en Jossie, later kwam daar ook de olie uit de velden van Calcutta en Tambaredjo Noordwest bij.
De productie bedroeg in het begin 120 vaten per dag (vpd) die met jaknikkers uit vijf bronnen werd gepompt. De olie werd via het Saramaccakanaal en de Surinamerivier naar Suralco vervoerd die het verkocht als stookolie. De productie nam geleidelijk toe, evenals de kennis en de inkomsten. In de jaren 1980 werd met tweedehands materiaal gewerkt. Voor grote oliemaatschappijen was de winning vanuit zulke kleine velden niet aantrekkelijk. Voor Suriname, dat op dat moment door het militaire bewind verstoten was geraakt van de buitenwereld, waren de buitenlandse deviezen erg welkom en gaven ze uitzicht op een terugkeer naar evenwicht in de betalingsbalans. Daarbij verbruikte de bauxietindustrie alleen al 10.000 vpd.
De productie lag in 1993 op 7000 vpd. De onshore olievoorraad van Suriname werd in 2006 geschat op 120 miljoen vaten.
In 1995 bouwde Staatsolie aan de Surinamerivier de aanvankelijk kleine Tout Lui Faut-raffinaderij, waarmee de kennis verder uitgebreid werd. In 2010 werd de capaciteit van de raffinaderij verder uitgebreid en sindsdien worden in Suriname ook benzine, diesel en asfalt geproduceerd. Op jaarbasis was de productie van Staatsolie in 2022 ruim zes miljoen vaten. Met US$ 840 miljoen omzet was Staatsolie dat jaar goed voor een derde van de staatsinkomsten.

### Offshore
Er werd in 2015 olie voor de kust van buurland Guyana gevonden door ExxonMobil en enkele aangesloten bedrijven. Het gaat om olie van hoge kwaliteit die sinds 2019 opgepompt wordt. De kosten om de offshore-olie op te pompen is met US$ 30 laag, waardoor de afzet niet direct hoeft te lijden onder externe factoren als de wereld prijs. De eerste grote vondst voor de Surinaamse kust werd op 7 januari 2020 bekend gemaakt door Apache Corporation (APA) en TotalEnergies. Door de trend van steeds meer olievondsten in Guyana, kwam de vondst in Suriname niet meer onverwacht. Drie maanden later maakten de twee bedrijven een nieuwe vondst bekend en in juli nog een vondst. In juni 2024 staat het aantal vondsten inmiddels op acht. Er wordt gerekend op inkomsten van samen uiteindelijk ruim US$ 15 miljard.
Zeker is dat olieproductie in Guyana vele malen groter zal zijn dan Suriname zal lukken. Daar waar in november 2023 de verwachting voor Guyana ligt op elf miljard vaten (11.000 miljoen), ligt de verwachting voor Suriname 700 miljoen. De verwachting was aanvankelijk dat Suriname de olieproductie in 2025 kan starten, maar later stelde Patrick Pouyanné van TotalEnergies de verwachting bij naar 2028. Vanwege de vondst van een enorm olieveld in Namibië kwam meer focus van TotalEnergies daar te liggen.
Het gaat om acht blokken van bij elkaar 13.524 km² die in westelijke gedeelte liggen. Staatsolie, tot dan toe een kleine speler in de internationale oliewereld, kwam in deze jaren als toezichthouder naar boven van grote oliemaatschappijen die actief zijn in de Surinaamse wateren, zoals verder ExxonMobil, Chevron, Shell en Petronas.
Op Surinaams grondgebied zijn er ontdekkingen van olie en gas gedaan in blok 52, blok 53 en blok 58 (stand mei 2024).
Gran Morgu, zoals het project van TotalEnergies sinds 2024 heet, zal mogelijk 2000 banen opleveren. TotalEnergies kondigde op 20 november 2024 aan om in 2028 tot 220.000 vpd te gaan produceren uit de offshore olievelden in het Gran Morguproject. In juni 2025 tekende TotalEnergies een contract met SBM Offshore voor het langdurig gebruik van een Floating Production, Storage and Offloading (FPSO) tanker. SBM Offshore assisteert de oliemaatschappij bij de voorbereidingen en zodra de olieproductie start zal SBM Offhsore nog minimaal twee jaar verantwoordelijk zijn voor de operaties vanaf de FPSO. 

## Risico's
Het hebben van grote inkomsten uit grondstoffen wordt ook wel de grondstoffenvloek genoemd, omdat veel landen er niet in slagen om daadwerkelijk vooruitgang te boeken als gevolg van corruptie en economische effecten. In oktober 2023 kopte De Ware Tijd dan ook "De Surinaamse oliedroom: Nachtmerrie of zegen?" en Parbode in juni 2024 "Grote olievondsten voor de kust van Suriname: vloek of zegen?" In Nederland werd in 1959 aardgas ontdekt waarvan The Economist in 1977 de gevolgen omschreef als de Hollandse ziekte. Het fenomeen was namelijk dat de snelle economische groei als gevolg van de gasinkomsten leidde tot het verval van andere sectoren. Nederland kreeg te maken met een sterke munt, toen nog de gulden, die een impuls was voor importen en dure Nederlandse producten in het buitenland, in beide gevallen ten koste van de omzet van het Nederlandse bedrijfsleven.
Er zijn relatief veel landen waarvan de economie is gekrompen. Volgens de analyse van Dimitri Tjon Sie Fat van Stichting Projekta zijn er ook landen die slaagden om economisch sterker te worden: "Dat zijn landen die inzetten op een sterk wettelijk kader, sterke instituten en een faciliterend investeringsklimaat." Hij stelde in 2024 echter ook een algeheel capaciteitsgebrek bij de Surinaamse overheid en in de wetgeving vast. Om de inkomsten uit de oliewinning goed te managen heeft Suriname een nieuw strategisch partnerschap met de Wereldbank afgesloten. De vondst van olie kan voor de bevolking leiden tot ongelijkheid, prijsstijgingen en sociale onrust.
Of Suriname een goede overeenkomst getekend heeft met TotalEnergies is niet duidelijk omdat Staatsolie de inhoud niet heeft vrijgegeven. Toen Global Witness zich in 2020 ook nog op de exploitatie van natuurlijke hulpbronnen richtte, rekende die Guyana voor dat het een uitbuitcontract had getekend waardoor het rond de US$ 50 miljard aan inkomsten mis zou lopen. Als een van de voorstellen om meer inkomsten uit de activiteiten van de oliemaatschappijen te krijgen, wordt local content geopperd, waarmee bedoeld wordt dat vooral de lokale bedrijven profiteren. Hierbij wordt ook gedacht aan de inzet van Surinaamse bedrijven in de catering, transport en allerlei andere sectoren. In december 2024 sprak Staatsolie-directeur Annand Jagesar zijn bezorgdheid uit over het beperkte aantal ontwikkelingen in Suriname om die local content te creëren. In de media wordt in november 2023 ook wel een welvaartsfonds voor de toekomst geopperd als oplossing voor Suriname.
Volgens Patrick Brunings, Offshore Exploratie Asset Manager bij Staatsolie, zal Suriname proactief moeten zijn met de miljardeninkomsten uit de offshore-olie, omdat de Surinaamse olie ooit op zal raken. Die inkomsten zouden volgens hem direct geïnvesteerd moeten worden in sectoren die met olie niets te maken hebben, zodat Suriname na de tijd niet in een diep economisch gat terechtkomt. "Welke sectoren willen we over 25 jaar ontwikkeld hebben? Waarin moeten we investeren? Als we dat niet eerst vastleggen ... dan zullen we op het eind van de rit niets hebben overgehouden," aldus Bruinings.
Verder is er nog de ontwikkeling dat de wereld zich steeds meer keert tegen het gebruik van fossiele brandstoffen. Fatih Birol, directeur van het Internationaal Energieagentschap (IEA), verwacht dat de daling van de vraag zich nog voor het jaar 2030 zal inzetten. De daling is het gevolg van de maatregelen wereldwijd die genomen worden om klimaatopwarming van de aarde tegen te gaan.

## Royalties Voor Iedereen

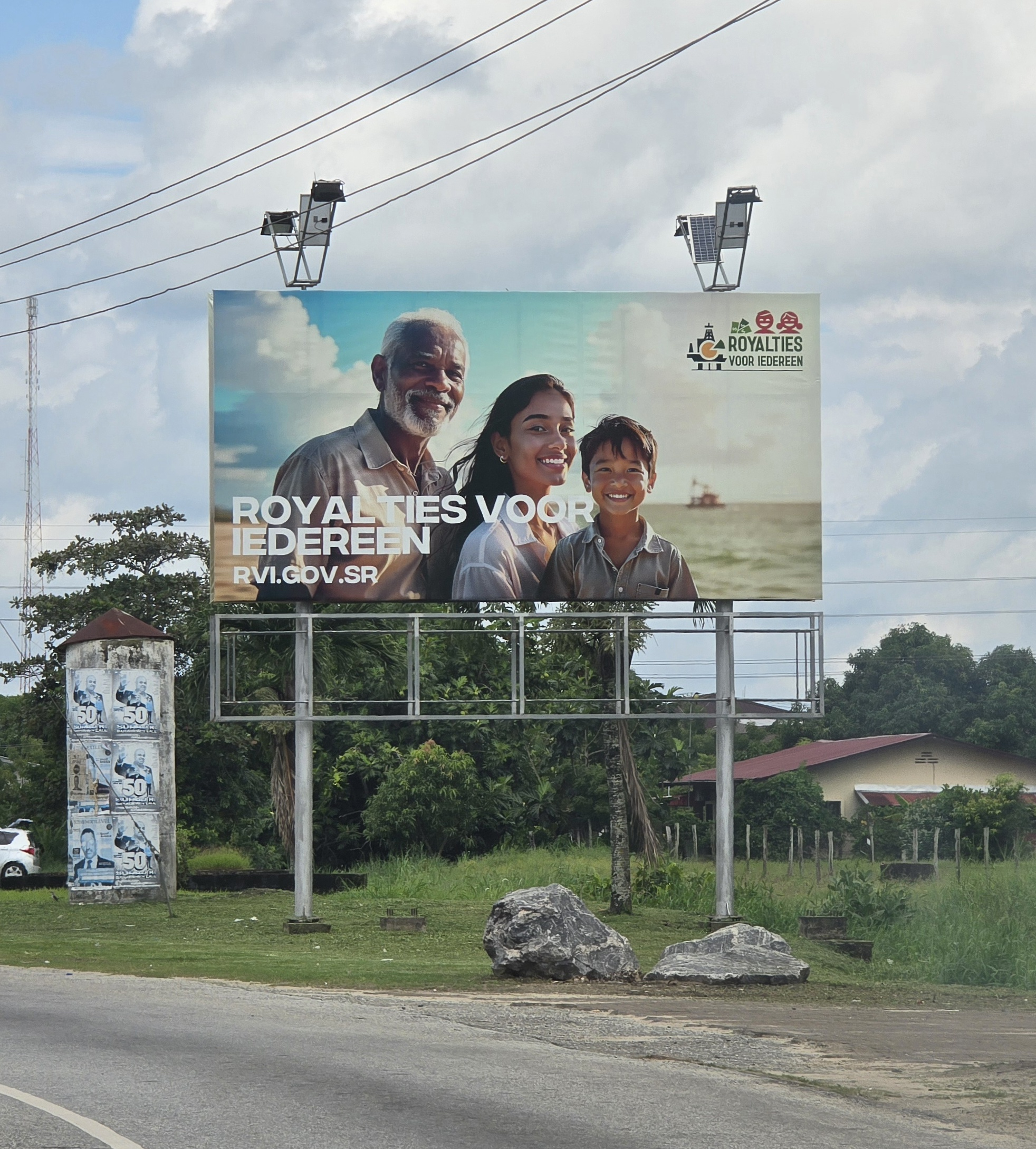
Billboard langs een weg in Suriname ter promotie van het overheidsprogramma "Royalties Voor Iedereen"

Royalties Voor Iedereen (RVI) is een programma van de Surinaamse regering om alle Surinamers rechtstreeks te laten profiteren van de inkomsten uit de Surinaamse olie-industrie. President Chan Santokhi kondigde het plan aan in november 2024.
President Chan Santokhi lanceerde in november 2024 het plan om alle Surinamers mee te laten profiteren van de opbrengsten uit de olie-industrie, onder de naam Royalties Voor Iedereen (RVI). Elke Surinamer ontvangt omgerekend US$ 750  en vervolgens wordt geld besteed aan maatschappelijke programma's Door deze winstdeling met de bevolking zal er US$ 400 miljoen minder in de staatskas vloeien.

## Monumenten
Er zijn twee monumenten opgericht tijdens het 25-jarige jubileum van Staatsolie Maatschappij Suriname en het afscheid van oprichter Eddy Jharap in 2005:
- Borstbeeld van Eddy Jharap
- Vertrouwen in Eigen Kunnen